# Frida Richard
 (septembre 2023).
Si vous disposez d'ouvrages ou d'articles de référence ou si vous connaissez des sites web de qualité traitant du thème abordé ici, merci de compléter l'article en donnant les références utiles à sa vérifiabilité et en les liant à la section « Notes et références ».
Pour les articles homonymes, voir Richard.
Frida Richard, de son vrai nom Friederike Raithel, (née le 1er novembre 1873 à Vienne, mort le 12 septembre 1946 à Salzbourg) est une actrice autrichienne.

## Biographie
Cette fille d'artiste peintre va à une école de théâtre à Vienne. Elle a pour camarades Max Reinhardt (metteur en scène) et Fritz Richard qu'elle épouse en 1898. N'arrivant à être actrice, elle travaille comme enseignante d'anglais. Elle s'installe avec son mari à Berlin en 1905 et monte sur les planches en 1908.
Quand elle n'est pas à Berlin, elle joue à Vienne dans les lieux dirigés par Max Reinhardt. Elle vient au cinéma en 1910. Elle incarne le plus souvent une mère, une servante ou une conseillère.
En 1932, elle vit à Salzbourg, où Fritz Richard meurt l'année suivante.

## Filmographie
- 1910 : Le Quatrième commandement
- 1912 : Maskierte Liebe
- 1913 : Wer ist der Täter?
- 1913 : Fabrik-Marianne
- 1913 : Eva
- 1913 : Das verschleierte Bild von Groß-Kleindorf
- 1914 : Der Sieg des Herzens
- 1914 : Weihnachtsglocken 1914
- 1914 : Kammermusik
- 1915 : Jahreszeiten des Lebens
- 1915 : So rächt sich die Sonne
- 1915 : Das Schicksal der Gabriele Stark
- 1916 : Die Sünde der Helga Arndt
- 1916 : Ein einsam Grab
- 1916 : Ernst ist das Leben de Fern Andra
- 1916 : Gelöste Ketten
- 1916 : Ihr bester Schuß de Rudolf Biebrach
- 1916 : Glaubensketten
- 1916 : Der Liebesbrief der Königin
- 1917 : Die Glocke
- 1917 : Die Diamantenstiftung
- 1917 : Der Richter
- 1917 : Le Mariage de Louise Rohrbach (Die Ehe der Luise Rohrbach) de Rudolf Biebrach
- 1918 : Die Fürstin von Beranien
- 1918 : Le Joueur de flûte de Hamelin
- 1918 : Die Geisterjagd
- 1918 : Das Geschlecht derer von Ringwall
- 1918 : Wogen des Schicksals
- 1919 : Das Buch Esther
- 1919 : Du meine Himmelskönigin
- 1919 : Der Tänzer
- 1919 : Der Weg der Grete Lessen
- 1919 : Der Bastard
- 1919 : Rausch
- 1920 : Das große Licht de Hanna Henning
- 1920 : Judith Trachtenberg
- 1920 : Der schwarze Graf
- 1920 : Weltbrand
- 1920 : So ein Mädel d'Urban Gad
- 1920 : De l'aube à minuit de Karlheinz Martin
- 1921 : Der Dummkopf
- 1921 : La Maison lunaire
- 1921 : Schieber
- 1921 : Irrende Seelen
- 1921 : Tesling le docteur miracle
- 1921 : Die Erbin von Todis
- 1921 : Der Friedhof der Lebenden
- 1921 : Das Medium
- 1921 : Die Fremde aus der Elstergasse d'Alfred Tostary
- 1922 : Lydia Sanin
- 1922 : Bardame
- 1922 : L'Appel du destin
- 1922 : Le Fantôme de Friedrich Wilhelm Murnau
- 1922 : Lola Montez (en)
- 1922 : Die Beute der Erinnyen
- 1922 : Sterbende Völker - 1. Heimat in Not
- 1922 : Sterbende Völker - 2. Brennendes Meer
- 1922 : Frauenopfer
- 1922 : La Flamme
- 1923 : Cendrillon de Ludwig Berger
- 1923 : Der Kaufmann von Venedig
- 1923 : Der rote Reiter
- 1923 : Der Tiger des Zirkus Farini
- 1923 : Frühlingserwachen
- 1923 : La Nuit de la Saint-Sylvestre de Lupu Pick
- 1924 : Les Nibelungen de Fritz Lang
- 1924 : L'Étoile du cirque (Der Sprung ins Leben) de Johannes Guter
- 1924 : Der Berg des Schicksals
- 1924 : Das Spiel mit dem Schicksal
- 1924 : Claire
- 1924 : Par ordre de la Pompadour
- 1924 : Hedda Gabler
- 1924 : Der gestohlene Professor
- 1925 : Die Blumenfrau vom Potsdamer Platz (de)
- 1925 : La Petite téléphoniste
- 1925 : Die vom Niederrhein
- 1925 : Das alte Ballhaus
- 1925 : Les Déshérités de la vie
- 1925 : Der Hahn im Korb
- 1925 : Des Lebens Würfelspiel
- 1925 : Elegantes Pack
- 1925 : Ein Lebenskünstler
- 1925 : Hanseaten
- 1925 : Sündenbabel
- 1925 : Pietro, der Korsar d'Arthur Robison
- 1925 : Le Fermier du Texas
- 1925 : L'Île des rêves
- 1925 : Die Frau mit dem schlechten Ruf
- 1926 : An der schönen blauen Donau
- 1926 : Dürfen wir schweigen?
- 1926 : Faust, une légende allemande
- 1926 : Ich hatt' einen Kameraden
- 1926 : Manon Lescaut
- 1926 : Der Jüngling aus der Konfektion
- 1926 : Les Frères Schellenberg
- 1926 : La Montagne sacrée
- 1926 : Sibérie, terre de douleur
- 1926 : Frauen der Leidenschaft
- 1926 : Fédora
- 1926 : Frauen, die den Weg verloren
- 1927 : Die Achtzehnjährigen
- 1927 : Faschingszauber
- 1927 : Liebe im Rausch
- 1927 : Die schönsten Beine von Berlin
- 1927 : Wochenendzauber
- 1927 : An der Weser
- 1927 : Grand Hotel …!
- 1927 : Petronella
- 1927 : Der Fluch der Vererbung
- 1927 : Rien ne va plus
- 1927 : Arme kleine Sif
- 1927 : Die leichte Isabell
- 1927 : La Nuit nuptiale
- 1927 : Die Vorbestraften
- 1927 : Das war in Heidelberg in blauer Sommernacht
- 1928 : Schinderhannes
- 1928 : Ledige Mütter
- 1928 : Lemkes sel. Witwe
- 1928 : Das deutsche Lied
- 1929 : Das brennende Herz
- 1929 : Danseuse de corde
- 1929 : Der Sträfling aus Stambul
- 1929 : L'Énigme
- 1930 : Liebe im Ring
- 1930 : Das Wolgamädchen
- 1930 : Menschen im Feuer
- 1931 : Der Mann, der den Mord beging
- 1931 : Um eine Nasenlänge
- 1931 : Le Vainqueur
- 1932 : Goethe lebt …!
- 1933 : Du sollst nicht begehren …
- 1934 : Wenn du jung bist, gehört dir die Welt
- 1934 : Unfinished Symphony
- 1935 : Vorstadtvariete
- 1936 : Seine Tochter ist der Peter
- 1937 : Der Pfarrer von Kirchfeld
- 1938 : Le Miroir de la vie
- 1939 : Une mère
- 1939 : Ich verweigere die Aussage
- 1939 : Sommer, Sonne, Erika
- 1940 : Toute une vie
- 1941 : L'Heure des adieux (en)
- 1941 : Aufruhr im Damenstift
- 1942 : Rembrandt
- 1942 : La Ville dorée
- 1943 : Opfergang
- 1940-44 : Tiefland
- 1944 : Ein Blick zurück
- 1944 : Der gebieterische Ruf
- 1944 : Die Kreuzlschreiber

## Source de la traduction
- (de) Cet article est partiellement ou en totalité issu de l’article de Wikipédia en allemand intitulé « Frida Richard » (voir la liste des auteurs).